# 文峰镇 (平和县)
文峰镇，是中华人民共和国福建省漳州市平和县下辖的一个乡镇级行政单位。
文峰镇 為閩南語區。唐代義中禪師循漳浦南溪而上，抵達三平山設教，是為三坪祖師。漳州方面的移民，多沿此路線進入本鎮開墾。
文峰镇浦口村許氏即由漳浦遷來。
文峰镇文洋村溪山、文美村埔仔林氏來自漳浦洪厝。

## 行政区划
文峰镇下辖以下地区：
龙文社区、文洋村、三平村、文美村、龙山村、南虾村、前埔村、柴船村和龙东村。

## 名胜
- 三平寺，国家4A级风景区，闽南著名的佛教古刹，供奉三平开山始祖杨义中高僧。